# Nagrada hrvatskog glumišta za najbolju sporednu mušku ulogu
Popis dobitnika Nagrade hrvatskog glumišta u kategoriji najbolje sporedne muške uloge.
1995./1996. Ilija Zovko

1996./1997. Goran Grgić

1997./1998. Sreten Mokrović

1998./1999. Željko Konigsknecht

1999./2000. Dražen Kühn

2000./2001. Frane Perišin

2001./2002. Ivo Gregurević

2002./2003. Zdenko Botić

2003./2004. Dražen Šivak

2004./2005. Niko Kovač

2006./2007. Marinko Prga

2007./2008. Ozren Grabarić

2008./2009. Damir Lončar

2009./2010. Trpimir Jurkić

2010./2011. Dražen Čuček

2011./2012. Mario Mirković

2012./2013. Davor Svedružić

2013./2014. Rakan Rushaidat

2014./2015. Filip Križan

2015./2016. Mladen Vasary

2016./2017. Siniša Popović

2017./2018. Domagoj Mrkonjić

2018./2019. Živko Anočić

2019./2020. Filip Detelić

2020./2021. Bojan Brajčić

2021./2022. Ivica Pucar

2022./2023. Dušan Bućan

2023./2024. Ljubomir Kerekeš